# Stephanie Joffroy
Stephanie Joffroy (ur. 12 września 1991 r.) – chilijska narciarka dowolna, specjalizująca się w skicrossie, która starty w Pucharze Świata rozpoczęła w 2012 r. Występowała także w zawodach FIS Race, Pucharu Południowoamerykańskiego oraz Pucharu Europy. Była uczestniczką Zimowych Igrzysk Olimpijskich w Soczi, w 2014 r.

## Osiągnięcia

### Igrzyska olimpijskie
| Miejsce | Dzień     | Rok  | Miejscowość | Konkurencja | Wynik      | Zwyciężczyni      | Źródło |
| ------- | --------- | ---- | ----------- | ----------- | ---------- | ----------------- | ------ |
| 16.     | 21 lutego | 2014 | Roza Chutor | skicross    | 1/4 finału | Marielle Thompson | [ 1 ]  |

### Mistrzostwa Świata
| Miejsce | Dzień    | Rok  | Miejscowość | Konkurencja | Wynik      | Zwyciężczyni | Źródło |
| ------- | -------- | ---- | ----------- | ----------- | ---------- | ------------ | ------ |
| 27.     | 10 marca | 2013 | Oslo        | skicross    | 1/8 finału | Fanny Smith  | [ 2 ]  |

### Puchar Świata

#### Pozycje w klasyfikacji generalnej
| Sezon     | Miejsce | Punkty |
| --------- | ------- | ------ |
| 2012/2013 | 0       | -      |
| 2013/2014 |         |        |

#### Pozycje w poszczególnych zawodach

##### Skicross
| Sezon 2012/2013                                                       |                   |                   |                |                           |                   |                   |                  |             |                         |                 |           |                     |        |        |        |         |         |         |         |
| Nakiska 8.12                                                          | Telluride 13.02   | Val Thorens 19.12 | Innichen 23.12 | Contamines-Montjoie 12.01 | Megève 16.01      | Grassgehren 2.02  | Grassgehren 3.02 | Soczi 19.02 | Szpindlerowy Młyn 24.02 | Åre 16.03       | Åre 17.03 | Sierra Nevada 24.03 | Punkty | Punkty | Punkty | Punkty  | Pozycja | Pozycja | Pozycja |
| -                                                                     | -                 | 36                | 38             | -                         | 33                | -                 | 35               | 31          | -                       | -               | -         | -                   | 0      | 0      | 0      | 0       | -       | -       | -       |
| Sezon 2013/2014                                                       |                   |                   |                |                           |                   |                   |                  |             |                         |                 |           |                     |        |        |        |         |         |         |         |
| Nakiska 7.12                                                          | Val Thorens 15.12 | Innichen 21.12    | Innichen 21.12 | Val Thorens 16.01         | Val Thorens 17.01 | Kreischberg 25.01 | Arosa 7.03       | Åre 15.03   | Åre 16.03               | La Plagne 23.03 | Punkty    | Punkty              | Punkty | Punkty | Punkty | Pozycja | Pozycja | Pozycja | Pozycja |
| 37                                                                    | 11                | 29                | 32             | 24                        | 37                | 32                |                  |             |                         |                 | 33        | 33                  | 33     | 33     | 33     | 38      | 38      | 38      | 38      |
| Legenda                                                               |                   |                   |                |                           |                   |                   |                  |             |                         |                 |           |                     |        |        |        |         |         |         |         |
| 1 2 3 4-10 11-30 31-100 wyniki anulowane - – zawodnik nie wystartował |                   |                   |                |                           |                   |                   |                  |             |                         |                 |           |                     |        |        |        |         |         |         |         |